# S.S.D.
S.S.D. (russisk: С. С. Д.) er en russisk spillefilm fra 2008 af Vadim Sjmeljov.

## Medvirkende
- Anfisa Tjekhova som Alisa
- Jevgenija Brik som Jana
- Igor Artasjonov som Sergej Andrejevitj Topilskij
- Dmitrij Kubasov som Sasja
- Jekaterina Kopanova som Vera